# マハータンマラーチャーティラート
マハータンマラーチャーティラート（1509年? - 1590年）はタイのアユタヤ王朝の19代目の王。サンペット1世とも言う。スコータイ王朝の末裔であると言われている。

## 生涯
昔はクン・ピレーントーンテープという小役人であった。アユタヤ王朝のチャイヤラーチャーティラート王が没したとき、その妻のターオ・シースダーチャンがすでに即位していた自分の息子、ヨートファー王を処刑し、浮気相手のクメール人の小役人、ブンシーをウォーラウォンサーティラートとして即位させた。この後、ウォーラウォンサーを正当な跡継ぎと認めていなかったアユタヤの官吏を束ね、ウォーラウォンサーを即位42日目に暗殺し、チャクラパットを即位させた。この功により、チャクラパットから娘を嫁として与えられ、マハータンマラーチャーティラートの称号を戴き、ピサヌロークの知事となった。
アユタヤ王朝が崩壊した時、クン・ピレーンはアユタヤ宮廷内での支持者が多かったことから占領者のバインナウンからアユタヤの統治を任された（後期アユタヤ王朝の成立）。そのときサンペットの称号を戴く。その後、ビルマの人質となっていた息子のナレースワン王子を娘のスパンカンラヤーと引き替えに返還させた。帰国後、ナレースワンはバインナウン王朝に対して反撃を開始し、非常に優秀な軍人であったため、アユタヤーはビルマから失地を回復し、マハータンマラーチャー王の治世の内にアユタヤは以前の姿を取り戻した。